# 마린 술탄국
마린 왕조, 또는 마린 술탄국(아랍어: المرينيون 알마리니윤[*], 베르베르어: ⵉⵎⵔⵉⵏⴻⵏ 이므리넨)는 13세기 중반부터 15세기까지 오늘날의 모로코 일대를 지배한 베르베르계 이슬람 왕조이다. 제나타 베르베르족의 일파였던 마린 부족(아랍어: بنو مرين 바누 마린[*], 베르베르어: ⴰⵢⵜ ⵎⵔⵉⵏ 아이트 미린)이 주축이 되어 세워졌다. 전성기의 마린 술탄국은 모로코 본토와 마그레브 전역, 그리고 이베리아 반도 남부(알안달루스)를 통치하였다.
1224년, 마린 부족의 수장이었던 압드 알하크 1세는 자신들의 종주국이었던 무와히드 칼리파국을 전복시키곤 마린 술탄국을 건국하였다. 이후 마린 술탄국은 다른 베르베르계 이슬람 왕조였던 자얀 왕조, 하프스 왕조와 경쟁하면서 세력을 늘려가는 한편으로 이슬람의 영향력이 쇠퇴해가던 이베리아 반도에 개입하여 레콩키스타를 제창하던 기독교 왕국들과 맞섰다. 14세기 중반 아부 알하산과 그의 아들인 아부 이난 치세에서 마린 술탄국은 향후 반세기 가량 이어지는 마그레브 패권을 차지하였다. 그들은 또한 그라나다 토후국을 지원하고 지브롤터를 비롯한 이베리아 남부에 직접적인 영토를 차지하려 시도하기도 했다.
그러나 1340년 리오 살라도 전투에서 마린 군대는 기독교 연합군에게 결정적으로 패배했고, 4년 뒤인 1344년 카스티야 왕국이 알헤시라스를 마린 왕조로부터 탈환함으로써 마린 왕조는 이베리아 반도에서 축출되었다.. 15세기 초에 마린 왕조는 그들의 재상 가문이었던 와타스 부족에게 실권을 빼앗겼다. 와타스 부족은 1420년부터 1459년까지 사실상의 통치자로서 막강한 권력을 휘둘렀고, 술탄은 명목상의 통치자로 전락하였다. 1465년, 최후의 마린족 술탄이었던 압드 알하크 2세가 반란으로 살해당하자 마침내 마린 술탄국은 멸망했고, 그 후 와타스 가문이 새롭게 와타스 술탄국을 창건하였다.
이전 무와히드 왕조와 달리, 마린 통치자들은 수니 말리키파를 국교로 삼았으며 문화 · 예술의 발전을 적극 후원하였다. 그들의 통치하에서 수도 페스는 전례없던 황금기를 누릴 수 있었다. 또한 마린 술탄국은 말리키 울라마들의 양성을 위한 각종 교육시설(마드라사 등) 건설을 적극적으로 추진하였다. 샤리프 가문의 영향력과 이드리스 왕조와 같은 샤리프 왕조에 대한 대중적인 인기도 이 시기에 점차 증가하였는데, 이는 결과적으로 후대의 사아드 왕조와 알라위 왕조가 집권할 수 있는 기반을 마련하였다.